# هانس غيلدمايستر
هانس غيلدمايستر (بالإنجليزية: Hans Gildemeister)‏ مواليد 9 فبراير 1956 في ليما، هو لاعب كرة مضرب تشيلي سابق بدأ مسيرته كمحترف سنة 1973 وكان يلعب باليد اليمنى، اعتزل اللعب في 1987. أعلى تصنيف له في الفردي كان المركز الـ 12 في سنة 1980. أعلى تصنيف له في الزوجي كان المركز الـ 5 في سنة 1987.

## روابط خارجية
- هانس غيلدمايستر على موقع رابطة محترفي التنس (الإنجليزية)
- هانس غيلدمايستر على موقع الاتحاد الدولي لكرة المضرب (الإنجليزية)
- هانس غيلدمايستر على موقع كأس ديفيز (الإنجليزية)
- هانس غيلدمايستر على موقع خلاصة التنس.كوم (الإنجليزية)